# مارينا ماليكوفيتش
مارينا ماليكوفيتش (بالصربية: Марина Маљковић) مواليد 26 سبتمبر 1981 في بلغراد، جمهورية يوغوسلافيا الاشتراكية الاتحادية، هي لاعبة كرة سلة صربية معتزلة أصبحت مدربة. تدرب نادي غلطة سراي لكرة السلة للسيدات في الدوري التركي لكرة السلة للسيدات.

## سجل المنافسة
شاركت في المنافسات التالية:
- الألعاب الأولمبية الصيفية 2016
- كأس العالم لكرة السلة للسيدات 2014

## الميداليات
| الميدالية | المسابقة                       |
| --------- | ------------------------------ |
| برونزية   | الألعاب الأولمبية الصيفية 2016 |

## روابط خارجية
- مارينا ماليكوفيتش على موقع أوليمبيديا (الإنجليزية)